# Casimir Ier d'Oświęcim
Casimir Ier d'Oświęcim (polonais Kazimierz I Oświęcimski) (né en 1396 –† 7 avril 1434) fut duc d'Oświęcim depuis 1406, sous la régence de son grand-père puis de son oncle jusqu'en 1414, il règne ensuite sur Toszek à partir de 1414 et sur Strzelin entre  1416 et 1427.

## Biographie
Casimir est le fils unique du duc associé Przemysław d'Oświęcim et de son épouse inconnue. Après le meurtre de son père le 1er janvier 1406, Casimir Ier est confié à la garde de son grand-père paternel Przemysław Ier Noszak duc de Cieszyn, et après la mort de ce dernier en 1410 à celle de son oncle Bolesław Ier de Cieszyn.
Le 19 décembre 1414 Casimir Ier prend officiellement possession de son duché d'Oświęcim, ainsi que des cités de Toszek et de Gliwice. Cependant l'ambition du jeune duc le pousse à réclamer des domaines supplémentaires à son oncle. Le conflit dure deux ans et le 11 novembre 1416 après un arbitrage du duc Henri IX de Lubin, le duc de Cieszyn cède Strzelin et 300 fines en numéraire à Casimir Ier. Bolesław Ier peut conserver le reste de son patrimoine.
En février 1424 Casimir Ier participe au couronnement de Sophie de Holszany comme reine de Pologne à Cracovie. Toutefois cela ne signifie pas que le duc d'Oświęcim développe une politique pro-polonaise car il commence à la même époque à prendre contact avec le roi de Bohême Sigismond de Luxembourg, et même à résider à sa cour. C'est à cette époque que  Casimir Ier aurait reçu du roi de Bohême pour des raisons inconnues une pension de 3.000 pièces d'or, peut-être en paiement de sa médiation avec l'Ordre Teutonique qui entretenait d'excellentes relations avec le duc d'Oświęcim.
À partir de 1428 les domaines de Casimir Ier sont pillés par les  Hussites, lors de leurs incursions annuelles en Silésie. Ils brûlent les cités de Kęty, Toszek et Pyskowice. Une autre ville du domaine du duc d'Oświęcim, Gliwice, devient une des bases permanentes principales des Hussites en Haute Silésie.
Le guerres contre les Hussites dans la région durent jusqu'en 1433, quand Casimir Ier peut récupérer Gliwice qui aurait été remplacé par un autre point d'appui Hussite près de Bytom sans l'aide inattendue du duc Přemyslide Nicolas V de Krnov, fils de Jean II de Fer qui des années auparavant avait vraisemblablement commandité le meurtre du père de Casimir Ier ! Casimir meurt en 1434 et il est inhumé dans l'église des  dominicains  d'Oświęcim. Ces trois fils lui succèdent conjointement avant de se partager le patrimoine familial en 1445.

## Unions et postérité
Entre 1414/1417 Casimir Ier épouse en premières noces Anne (née vers 1397– † 1426/33), fille de Henri VIII le Moineau de Żagań. Ils ont trois fils:
- Venceslas Ier de Zator
- Przemysław de Toszek
- Jan IV  d'Oświęcim

Entre 1426/1433, Casimir Ier épouse ensuite Marguerite (née 1410 – † 5 juillet 1459), fille de Jean II  d'Opava, duc de Ratibor. l'union reste sans enfant.

## Sources
- (en) Cet article est partiellement ou en totalité issu de l’article de Wikipédia en anglais intitulé « Casimir I of Oświęcim » (voir la liste des auteurs), édition du 4 juillet 2014.
- (de) Europäische Stammtafeln Vittorio Klostermann, Gmbh, Francfort-sur-le-Main, 2004  (ISBN 3465032926),  Die Herzoge von Auschwitz †1495/97, von Zator †1513 und von Tost †1464 sowie die Herzoge von Teschen 1315-1625 resp. 1653  des Stammes der Piasten  Volume III Tafel 16.